# 和平街道 (乌兰浩特市)
和平街道，是中华人民共和国内蒙古自治区兴安盟乌兰浩特市下辖的一个乡镇级行政单位。

## 行政区划
和平街道下辖以下地区：
红云社区、红浦社区、红仁社区、红都社区、红通社区和滨河社区。